# Розана Аркет
Розана Аркет (енгл. Rosanna Arquette) је америчка глумица, рођена 10. августа 1959. године у Њујорку (САД).

## Филмографија
| Улоге Розане Аркет |                         |               |                        |                           |
| Година             | Српски назив            | Изворни назив | Улога                  | Напомена                  |
| 1985.              | Очајнички тражећи Сузан |               | Роберта Глас / „Сузан” |                           |
| 1985.              | Силверадо               |               | Хана                   |                           |
| 1986.              | Осам милиона смрти      |               | Сара                   |                           |
| 1988.              | Велико плаветнило       |               | Џоана Бејкер           |                           |
| 1989.              | Њујоршке приче          |               | Полет                  | сегмент „Животне лекције” |
| 1989.              | Црна дуга               |               | Марта Травис           |                           |
| 1993.              | Не можеш побећи         |               | Клајди Андерсон        |                           |
| 1994.              | Петпарачке приче        |               | Џоди                   |                           |